# Mohpa
Mohpa è una città dell'India di 7.066 abitanti, situata nel distretto di Nagpur, nello stato federato del Maharashtra. In base al numero di abitanti la città rientra nella classe V (da 5.000 a 9.999 persone).

## Geografia fisica
La città è situata a 21° 19' 0 N e 78° 49' 0 E e ha un'altitudine di 350 m s.l.m..

## Società

### Evoluzione demografica
Al censimento del 2001 la popolazione di Mohpa assommava a 7.066 persone, delle quali 3.583 maschi e 3.483 femmine. I bambini di età inferiore o uguale ai sei anni assommavano a 762, dei quali 406 maschi e 356 femmine. Infine, coloro che erano in grado di saper almeno leggere e scrivere erano 5.213, dei quali 2.908 maschi e 2.305 femmine.